# HSG Düsseldorf
Pour les articles homonymes, voir HSG.
Le  Handballspielgemeinschaft ART/HSV Düsseldorf ou  HSG ART/HSV Düsseldorf est un club de handball allemand, situé à Düsseldorf, qui évolue en Bundesliga.

## Historique
Le HSG Düsseldorf est le fruit de plusieurs fusions.
En 1891 est d’abord fondé le Turnerbund Wülfrath non loin de Düsseldorf. Après avoir atteint la deuxième division en 1981, il fusionne en 1982 avec le club voisin du Turnerbund Ratingen sous le nom de HSG Wülfrath / Ratingen, mais l’association ne dure qu’un an et la nouvelle entité se fond pour des raisons économiques dans le  Turn- und Rasensport Union (TuRU) 1880 Düsseldorf, club omnisports de la grande ville voisine. Au passage, Wülfrath et Ratingen reprennent leur indépendance et repartent en ligue régionale. En 1992, la section handball se sépare du club omnisports et prend le nom de Handball Sportverein (HSV) Düsseldorf, avant de fusionner en 2000 avec la section handball de l’Allgemeinen Rather Turnverein (ART) Düsseldorf (fondé en 1877) pour créer le Handball-Sport-Gemeinschaft (HSG) Düsseldorf.
En 1984, le TuRU monte en Bundesliga, où il passera onze saisons ponctuées par une méritoire deuxième place en 1988 et d’une victoire en Coupe de l'EHF. Le club fait ensuite l’ascenseur : redescendu un an en 1990-91, puis à nouveau en 1995, il doit attendre 2004 pour connaître encore trois ans d’élite, et enfin en 2009, sa quatrième montée en Bundesliga en 25 ans.

## Palmarès
- Vainqueur de la Coupe d'Europe l’IHF (1) : 1989
- Deuxième du Championnat d’Allemagne : 1988 (de).
- Finaliste de la Coupe d’Allemagne : 1987, 1995.

## Joueurs célèbres
- Ola Lindgren ()
- Oleg Grebnev ()
- Cristian Zaharia ()